# Karl August Möbius
Karl August Möbius (Eilenburg, 7 de Fevereiro de 1825 — Berlim, 26 de Abril de 1908) foi um biólogo, especializado em zoologia e pioneiro no estudo da ecologia. Foi director e grande dinamizador do Museum für Naturkunde (Museu de História Natural) de Berlim. Notabilizou-se pelos seus estudos sobre a biologia e a ecologia das ostras do litoral alemão e pela introdução do conceito de biocenose.

## Biografia
Karl Möbius nasceu na cidade de Eilenburg, na Saxónia. Com apenas quatro anos de idade iniciou a frequência do ensino primário na Bergschule Eilenburg, e com doze anos de idade foi enviado por seu pai para uma escola de formação de professores, iniciando o seu curso de magistério. Em 1844, com apenas 19 anos de idade, conclui a sua formação pedagógica, passando o exame final com distinção. Empregou-se então como professor em Seesen, no extremo noroeste do Maciço do Harz.
Em 1849 reiniciou os seus estudos, matriculando-se em ciências da natureza e filosofia na Universidade de Humboldt, em Berlim. Terminado o curso obteve um lugar de professor de Ciências Naturais no Gelehrtenschule des Johanneums (Liceu Johanneum), o mais antigo de Hamburgo, onde ensinou zoologia, botânica, mineralogia, geografia, física e química.
Em 1863 liderou a construção em Hamburgo do primeiro aquário de água salgada da Alemanha. Em 1868, pouco depois de obter o seu doutoramento na Universidade de Halle, foi nomeado Professor de Zoologia na Universidade de Kiel e director do respectivo Museu Zoológico. Dedicou-se à investigação sobre animais marinhos, produzindo a sua primeira obra de fundo sobre a fauna da baía de Kiel (o Kieler Bucht), na qual já deu grande ênfase aos aspectos ecológicos.
Entre 1868 e 1870 dedicou-se ao estudo da ecologia dos bancos de ostras, inicialmente com o objectivo de determinar o potencial para aquicultura de ostras nas regiões costeiras da Alemanha. Conclui que a aquicultura de ostras não era uma opção realista para a economia do norte da Alemanha, mas com a realização desses trabalhos, e de forma pioneira para a então nascente ciência da ecologia, descreveu em detalhe as interacções entre os diversos organismos que constituem um ecossistema, introduzindo o conceito e cunhando a palavra "biocenose". Este conceito mantém-se como um dos fundamentos da sinecologia ou ecologia das comunidades.
Em 1888 Karl Möbius foi nomeado director das Colecções Zoológicas do Humboldt Museum (hoje Museum für Naturkunde), em Berlim, e Professor de Sistemática e Geografia Zoológica na Kaiser Wilhelm Universität, Berlim, onde ensinou até se aposentar em 1905, com 80 anos de idade.

## Publicações (selecionadas)
- Das Thierleben am Boden der deutschen Ost- und Nordsee: Vortrag, gehalten am 26. Nov. 1870 im Saale der Harmonie in Kiel. Lüderitz, Berlim 1871 (Digitalisat)

- Junto com Heinrich Adolph Meyer: Die Fauna der Kieler Bucht: Vol. I: Die Hinterkiemer oder Opisthobranchia. (1865); Vol. II: Die Prosobranchia und Lamellibranchia. (1872) Com litografias coloridas à mão.

- Sobre o conceito de biocenose. Die Auster und die Austernwirtschaft. Com introduções e notas de Günther Leps e Thomas Potthast, Frankfurt a. M.: Verl. H. Deutsch, 2., erw. Aufl. 2006, ISBN 978-3-8171-3406-9. (1877)

- A formação, validade e designação dos conceitos de espécie e sua relação com a teoria da descendência. Em: Zoologische Jahrbücher, Zeitschrift für Systematik, Biologie und Geographie der Thiere 1, 241–274. (1886)

- Ästhetik der Tierwelt. Com 195 ilustrações no texto. Jena: publicado por Gustav Fischer (1908). Agora: com resenhas contemporâneas e prefácio de Christoph Kockerbeck, Stuttgart: Franz Steiner Verlag, 2008 (geralmente cultura científica por volta de 1900, vol. 5), ISBN 978-3-515-09281-4.